# Đậu Hiến
Đậu Hiến (Chữ Hán: 竇憲: ? - 92), biểu tự Bá Độ (伯度), là một ngoại thích thời Đông Hán, anh trai của Chương Đức Đậu hoàng hậu.

## Thân thế
Đậu Hiến xuất thân từ danh gia vọng tộc họ Đậu ở Phù Phong, Bình Lăng (nay là Hàm Dương, Thiểm Tây). Ông cụ tằng tổ là Đông Hán Khai quốc công thần An Phong hầu Đậu Dung (竇融), tổ phụ Đậu Mục (竇穆), cha là Đậu Huân (竇勳), lấy mẹ ông là Tỷ Dương công chúa (沘陽公主), con gái của Đông Hải Cung vương Lưu Cương, con trai đầu của Hán Quang Vũ Đế Lưu Tú và Phế hậu Quách Thánh Thông. Trong nhà ông thì ông là con cả, em là Đậu Đốc (竇篤), Đậu Cảnh (窦景) và Đậu Quy (窦瓌), ông còn có hai người em gái.
Do ỷ sủng sinh kiêu, ông nội Đậu Mục cùng cha Đậu Huân khiến Đậu gia phạm trọng tội, bị bắt và xử tử. Riêng Tỷ Dương công chúa và hai người con gái được gia ân, cho phép ở lại kinh đô Lạc Dương, còn các con trai đều bị đưa đi xa khỏi kinh thành. Em gái của Đậu Hiến là Đậu thị là người vô cùng thông minh và xinh đẹp, nổi tiếng khắp thành Lạc Dương. Sau khi nhập cung, nàng nhanh chóng chiếm được cảm tình của Hán Chương Đế và chuyên sủng hậu cung.

## Lên nắm quyền bính
Năm Kiến Sơ thứ 2 (77), Đậu thị được phong làm Quý nhân, và sang năm sau (78) thì được tấn phong làm Hoàng hậu.
Năm Kiến Sơ thứ 7 (82), Đậu hoàng hậu dùng kế để triệt hạ Tống Quý nhân, khiến Thái tử Lưu Khánh bị phế thành Thanh Hà vương, còn con trai của Đậu Hoàng hậu là Lưu Triệu được phong làm Thái tử, tuy nhiên Lưu Khánh và Lưu Triệu vẫn rất thân thiết và thường vui chơi với nhau. Sang năm sau (83), Đậu Hoàng hậu vu cáo nhà họ Lương của Lương Quý nhân, khiến cha của Lương Quý nhân là Lương Tủng bị giam và chết trong ngục, còn Lương Quý nhân đau buồn mà qua đời.
Họ Đậu dần dần trở thành ngoại thích mới có thế lực. Khi Chương Đế không còn tin dùng dòng họ Mã của Minh Đức thái hậu quá cố, ông thay thế bằng hai người anh của Đậu Hoàng hậu là Đậu Hiến và Đậu Đốc (竇篤), lên nắm đại quyền trong triều. Đây là lần đầu tiên trong lịch sử ngoại thích nhà Hán, thế lực của Hoàng hậu mạnh hơn thế lực của Thái hậu.
Năm Chương Hòa thứ 2 (88), Hán Chương Đế băng hà, con trai nuôi của Đậu hoàng hậu là Lưu Triệu lên kế vị khi mới 9 tuổi, tức Hán Hòa Đế. Đậu Thái hậu buông rèm nhiếp chính. Quyền hành của họ Đậu lại càng to lớn hơn. Đậu Hiến được phong Quan Quân hầu (冠军侯), Đậu Đốc phong Yển hầu (郾侯), Đậu Cảnh phong Nhữ Dương hầu (汝阳侯) và Đậu Quy phong La hầu (罗侯).

## Đánh đuổi Hung Nô
Đậu Hiến trong một vụ án đã làm phật lòng Đậu Thái hậu khiến Thái hậu suýt nữa muốn xử tử ông. Ông lo sợ và xin cầm quân đi đánh Hung Nô để chuộc tội. Đậu Hiến dẫn quân lên Mạc Bắc, đánh tan tác quân của Bắc Hung Nô, khiến người Hung Nô tan rã, không còn là mối họa lớn của nhà Hán. Sau Đậu Hiến lại tiếp tục thống lĩnh quân đội đánh bại người Nguyệt Chi, thiết lập Tây Vực Đô hộ phủ. Nhờ những công lao to lớn này, ông được phong tước Xa kị tướng quân (車騎將軍).

Đời sau vẫn có lời ca ngợi tài năng cầm quân của Đậu Hiến: 
"Đời Tây Hán, Vệ Thanh (em trai Vệ Tử Phu, hoàng hậu của Hán Vũ Đế), Hoắc Khứ Bệnh lĩnh quân tinh nhuệ của triều đình, liên tục nhiều năm tấn công Hung Nô, quốc lực hao tổn quá nửa vẫn không khuất phục được. Thế mà đời ca ngợi họ là tướng giỏi. Nay Đậu Hiến cầm quân hỗn tạp Hồ, Khương, đánh một trận quét sạch Bắc phương, đuổi người Hung Nô đi, công lao đó vượt xa Vệ Thanh, Hoắc Khứ Bệnh."

## Cái chết
Đậu Hiến cầm quyền trong triều, có công 2 lần đánh Hung Nô, giữ yên biên giới phía bắc, nhưng lại tỏ ra chuyên quyền, phong cho mấy anh em cùng làm quan đại thần trong triều, em Hiến là Đậu Cảnh được phong là Chấp kim ngô tướng quân, cầm đầu lực lượng bảo vệ kinh thành. Họ Đậu thao túng triều đình, vô cớ giết hại các công thần như Lưu Dương, Trí Thiện. Đối với dân chúng, họ Đậu cũng tùy ý bắt bớ, cướp bóc của cải và chiếm đoạt vợ con, làm người dân khắp kinh thành Lạc Dương oán thán nhưng không ai dám làm gì.
Năm Vĩnh Nguyên thứ 4 (92), Hán Hòa Đế đã 14 tuổi, nhận thức được những việc phi pháp của anh em họ Đậu. Ông quyết định ra tay trừ khử Đậu Hiến và gia tộc nhà họ Đậu. Đậu Hiến cùng con rể là Quách Cử có ý định ám sát nhà vua, tuy nhiên âm mưu này bị phát giác. Hán Hòa Đế bèn bàn mưu với hoạn quan Trịnh Chúng ra tay trước.
Ngày 23 tháng 6 năm đó (tức ngày 14 tháng 8, năm 92 theo dương lịch), nhân dịp Đậu Hiến đi đánh Hung Nô trở về triều, Trịnh Chúng mang quân bất ngờ tập kích, bắt hết anh em và thủ hạ họ Đậu đem xử tử. Đậu Hiến bị buộc phải tự sát. Đậu thái hậu phải rút lui khỏi chính trường, nhưng vẫn được đối xử thiện đãi như một Hoàng thái hậu.